# Забелски манастир (Северна Македония)
 Тази статия е за манастира в Кумановско.  За манастира в Трънско, България, вижте Забелски манастир.  
Забелският манастир „Успение на Пресвета Богородица“ или „Света Богородица Забел“ (на македонска литературна норма: Забелски манастир „Успение на Пресвета Богородица“, „Света Богородица“) е възрожденски православен манастир в северната част на Северна Македония. Част е от Кумановско-Осоговската епархия на Македонската православна църква – Охридска архиепископия. Сградата е обявена за важно културно наследство на Северна Македония.
Манастирът Забел е разположен между селата Никуляне, Старо Нагоричане и Челопек, на петнадесетина километра от Куманово. Освен църквата, манастирът има стар и нов конак, кухня с трапезария и помощна сграда.
Изграждането на църквата започва в 1852 година върху основите на средновековна църква, за която се смята, че е от 1330 година. Завършена е в 1856 година според надписа на осемстранния барабан. На северната фасада на църквата, над прозорците са врязани имената на хората, дали принос за изграждане на църквата: Стойко, Трайко и поп Миле.
Църквата е дело на школата на строителния мияшки род Рензови и е пример за особения архитектурен стил, формиран на територията на кумановско-кривопаланския край във втората половина на XIX век. В основата си църквата представлява трикорабна сграда с вписан кръст и купол. Трите кораба са засводени, а средният е по-висок от страничните и е отделен от тях с по три квадратни стълба, с квадратни капители и квадратен постамент. Апсидата на църквата е с полукръгла форма, а отвън е петстранна. Църквата е иззидана с необработен кършен камък и варов хоросан от вътрешната страна, а фасадата е обработена с хубаво изсечени червеникани каменни блокове. Зидовите на фасадите завършват с профилирани венци от камък. Куполът и барабанът, който е по-нисък, са от печена тухла. Куполът е покрит със стари турски керемиди, с каквито е покрита и малка част от двускатния покрив и апсидата. Четирите ъгъла при основата на купола са покрити с каменни плочи. Осемте страни на барабана имат по един прозорец с украсени ръбове от редове тухла и хоросан. Фасадните стени на барабана, вероятно са били изписани.
Църквата има два главни входа, едният е от западната страна, над който има полукръгла ниша от добре обработен камък с изображение на Богородица с Христос. Вторият е от северната страна. Има и вход от южна страна, който въвежда директно в олтарното пространство. Като декоративни елементи на източната и западната страна има по една декоративна каменна розета с четири кръгли отвора, обръбена с венец от тухли.
Стените отвътре са измазани, но не и живописани. Подът е от каменни плочи. Дървеният иконостас е характерен за XIX век, изработен в духа на мияшката резба. Архитравът и лунетите са изписани с растителни мотиви – винена лоза и цветни апликации на лунетите. На царските двери и змийския кръст има позлата и плитка резба. В лунетите се изписани стилизирани херувими на синя основа. На иконостаса са поставени четири престолни икони – от ляво надясно „Свети Никола“, „Богородица со Христос“, „Исус Христос Вседържител“ и „Свети Йоан Кръстител“. Между иконите са поставени дървени стълбчета с плитка резба и малки капители. Четирите парапетни плочи са изрисувани с вази с цвете на синя основа. На Чина като централна композиция е поставена иконата „Успение на Богородица“. Вляво и вдясно са представени останалите апостоли в полупрофил, обърнати към централна композиция. Над Чина е третият ред 16 празнични икони. В горната част на иконостаса е змийският кръст в плитка резба и позлата. В долната му част са представени зооморфни фигури. На царските двери е изобразено Благовещение. Част от иконите са на Дичо Зограф от 1857 година, а част на Зафир Зограф.
- Икона на Света Богородица от църквата,
 дело на Дичо Зограф. Днес в Кумановската галерия за икони
- „Рождество Богородично“, първа половина на XIX век, Даниел (Дане) Зограф. Днес в Кумановската галерия за икони